# Cantonul La Fresnaye-sur-Chédouet
Cantonul La Fresnaye-sur-Chédouet este un canton din arondismentul Mamers, departamentul Sarthe, regiunea Pays de la Loire, Franța.

## Comune
| Comune                  | Populație (1999) | Cod poștal | Cod INSEE |
| ----------------------- | ---------------- | ---------- | --------- |
| Aillières-Beauvoir      | ...              | 72600      | 72002     |
| Les Aulneaux            | ...              | 72600      | 72015     |
| Blèves                  | ...              | 72600      | 72037     |
| Chenay                  | ...              | 72610      | 72076     |
| Louzes                  | ...              | 72600      | 72171     |
| Neufchâtel-en-Saosnois  | ...              | 72600      | 72215     |
| Villeneuve-en-Perseigne | 2 235            | 72610      | 72318     |